# Калантай, Сергей Николаевич

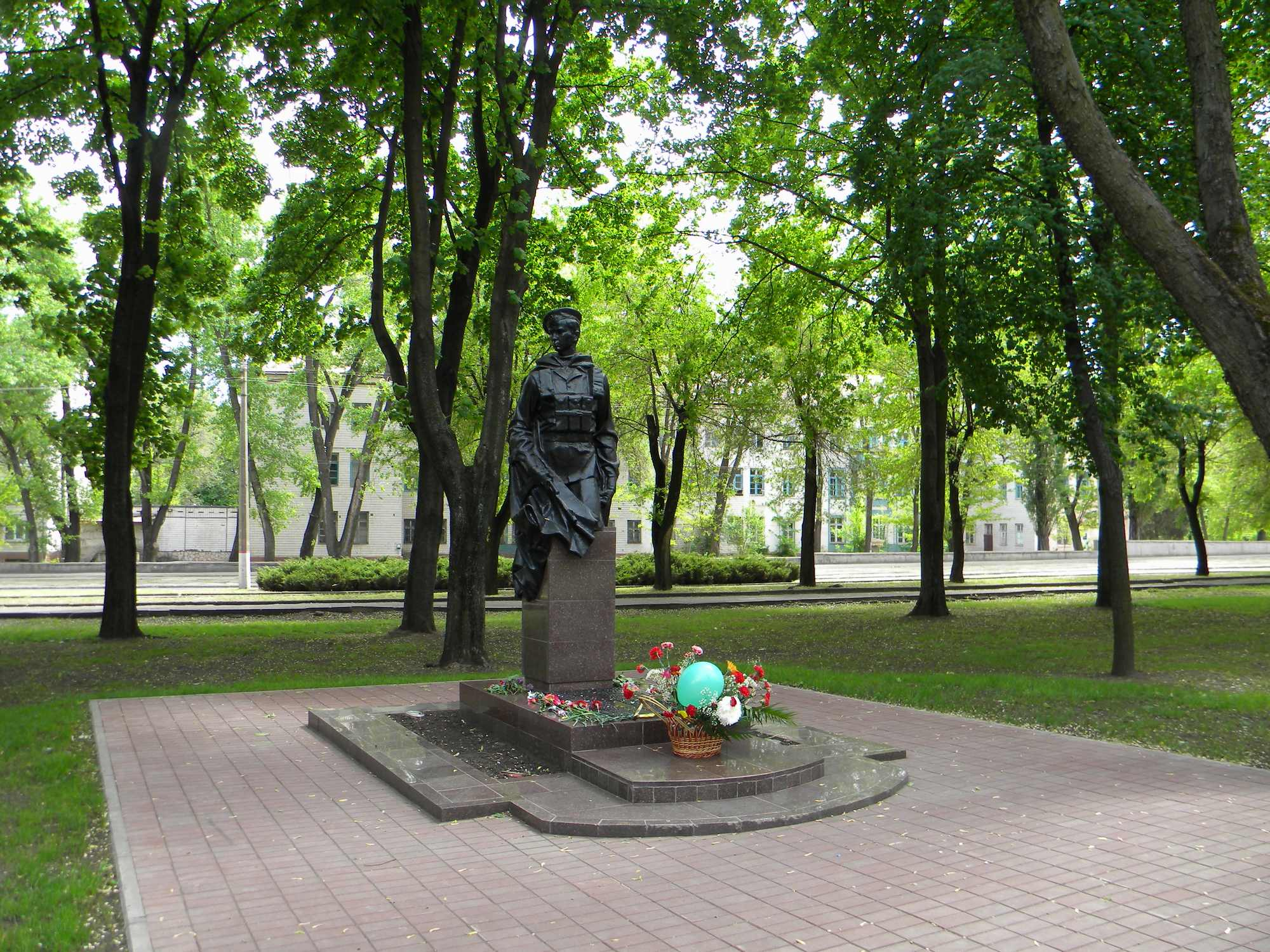
Имя на памятнике воинам-интернационалистам на Дзержинке (Кривой Рог)

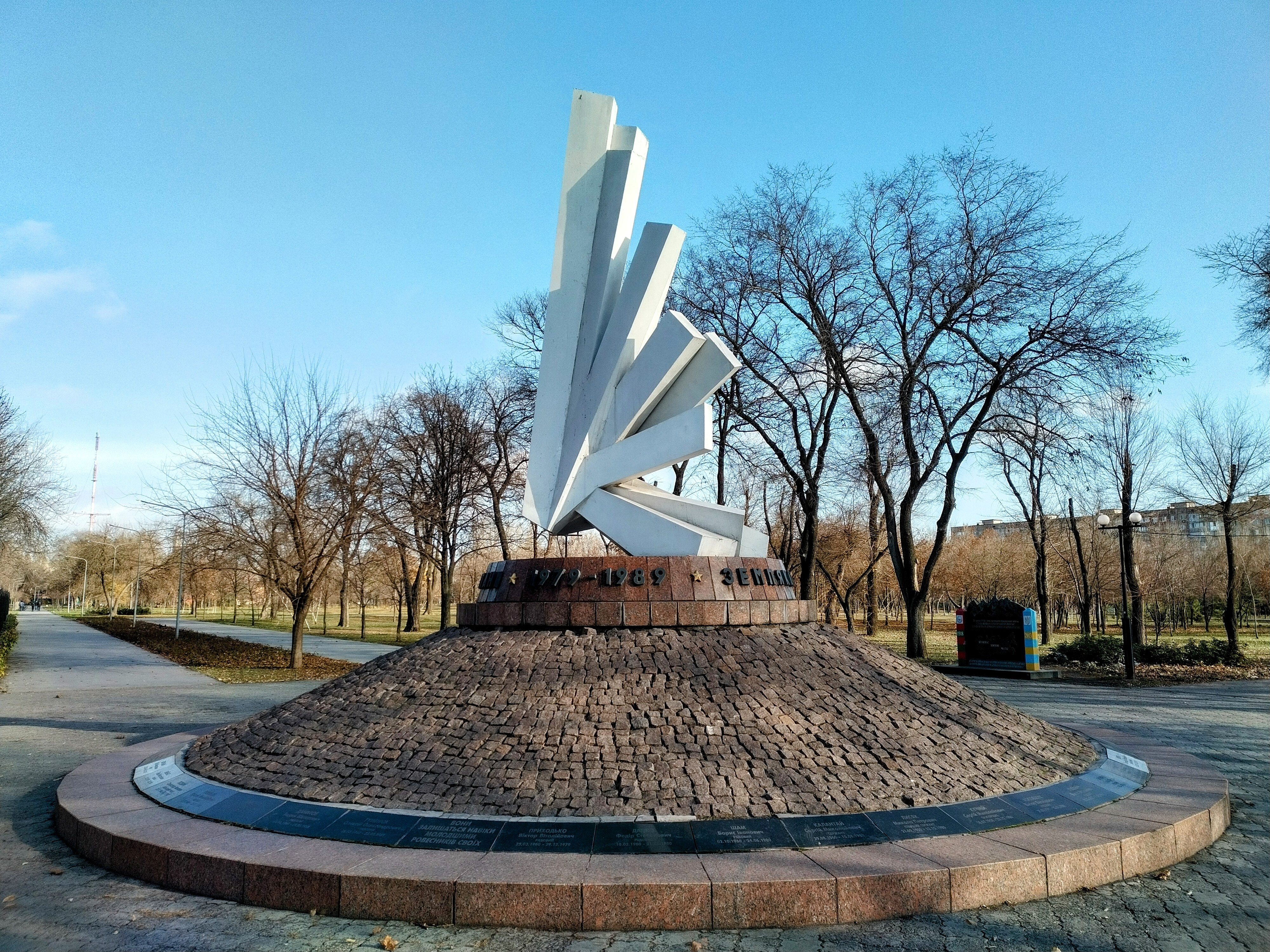
Имя на памятнике воинам-интернационалистам в Юбилейном парке (Кривой Рог)

Калантай Сергей Николаевич (29 августа 1960, Кривой Рог, Днепропетровская область — 10 августа 1980, Баграм, Парван) — советский военнослужащий, сержант, заместитель командира взвода, участник Афганской войны.

## Биография
Родился 29 августа 1960 года в городе Кривой Рог Днепропетровской области УССР в рабочей семье.
Окончил криворожскую среднюю школу № 46, в 1979 году — Криворожский техникум горной электромеханики.
2 июня 1979 года был призван в Вооружённые силы СССР Жовтневым районным военным комиссариатом Кривого Рога.
С января 1980 года служил в Афганистане в 181-м мотострелковом полку. Принимал участие в 5 рейдах.
10 августа 1980 года в районе города Баграм подразделение попало в засаду. Возглавив группу из 5 человек, сержант Калантай скрытно выдвинулся в тыл противника и атаковал его. В этом бою был смертельно ранен.
Похоронен в Терновском районе Кривого Рога.

## Награды
- Орден Красной Звезды (посмертно).

## Память
- Имя на памятнике воинам-интернационалистам Днепропетровщины, погибшим в Афганистане (Днепр)[2];
- Имя на памятнике воинам-интернационалистам на Дзержинке (Кривой Рог);
- Имя на памятнике воинам-интернационалистам в Юбилейном парке (Кривой Рог);
- Именем названа улица в Кривом Роге[3];
- В 1989 году установлен памятный знак в Кривом Роге[4][5];
- Памятная доска в Кривом Роге[6].